# Hans Holmqvist (piłkarz)
Hans-Olof Holmqvist (ur. 27 kwietnia 1960 w Sztokholmie) – szwedzki piłkarz występujący na pozycji napastnika.

## Kariera klubowa
Holmqvist karierę rozpoczynał w 1979 roku w pierwszoligowym Djurgårdens IF. W sezonie 1981 spadł z zespołem do drugiej ligi. W 1984 roku przeszedł do pierwszoligowego Hammarby IF i grał tam w sezonie 1984. W połowie 1984 roku został graczem niemieckiej Fortuny Düsseldorf. W Bundeslidze zadebiutował 25 sierpnia 1984 w przegranym 3:4 meczu z Bayerem 04 Leverkusen, w którym strzelił też gola. Graczem Fortuny był przez dwa sezony.
W 1986 roku Holmqvist wrócił do Hammarby. W 1987 roku przeszedł z kolei do szwajcarskiego BSC Young Boys i spędził tam sezon 1987/1988. W 1988 roku został zawodnikiem włoskiej Ceseny. W Serie A zadebiutował 9 października 1988 w zremisowanym 0:0 spotkaniu z S.S. Lazio. W Cesenie występował przez dwa sezony.
W 1991 roku Holmqvist przeniósł się do Örebro SK, z którym w sezonie 1991 wywalczył wicemistrzostwo Szwecji. W 1992 roku zakończył karierę.

## Kariera reprezentacyjna
W reprezentacji Szwecji Holmqvist zadebiutował 16 listopada 1983 w wygranym 5:0 towarzyskim meczu z Trynidadem i Tobago. 2 kwietnia 1988 w wygranym 2:0 towarzyskim pojedynku ze Związkiem Radzieckim strzelił swojego pierwszego gola w kadrze. W latach 1983–1988 w drużynie narodowej rozegrał 27 spotkań i zdobył 4 bramki.